# Port lotniczy Mbuji-Mayi
Port lotniczy Mbuji Mayi (IATA: MJM, ICAO: FZWA) – port lotniczy położony w Mbuji-Mayi. Jest jednym z największych portów lotniczych w Demokratycznej Republice Konga. 

## Linie lotnicze i połączenia
| Linia Lotnicza     | Kierunek                  |
| ------------------ | ------------------------- |
| Air Kasaï          | 1. Kananga 2. Kinszasa    |
| Congo Airways      | 1. Kinszasa 2. Lubumbashi |
| Ethiopian Airlines | 1. Addis Abeba            |